# Humniska (rejon tarnopolski)
Humniska (ukr. Гумниська, Humnyśka) – wieś na Ukrainie w rejonie tarnopolskim należącym do obwodu tarnopolskiego.
W II Rzeczypospolitej wieś w powiecie trembowelskim w województwie tarnopolskim.
W 1944 nacjonaliści ukraińscy z OUN-UPA zamordowali tutaj 8 Polaków.
Do 2020 w rejonie trembowelskim.